# Luka Zoltan
Fra Luka Zoltan, OFM, četvrti vikar Bosanske vikarije. Na mjestu vikara naslijedio fra Franju iz Firenze. Dužnost je obnašao od 1357. do 1360. godine. Naslijedio ga je fra Franjo iz Firenze.